# Bulletin of the American Mathematical Society
Bulletin of the American Mathematical Society (skrót: Bull. Amer. Math. Soc.) – czasopismo naukowe o tematyce matematycznej (kwartalnik), wydawane przez Amerykańskie Towarzystwo Matematyczne. W czasopiście publikowane są artykuły naukowe oraz recenzje. Czasopismo założone pod nazwą Bulletin of the New York Mathematical Society zmieniło nazwę wraz ze zmianą nazwy wydawcy na American Mathematical Society; obecnie na liście filadelfijskiej.